# Gmina Tarnawatka
Die Gmina Tarnawatka ist eine Landgemeinde im Powiat Tomaszowski der Woiwodschaft Lublin in Polen. Ihr Sitz ist das gleichnamige Dorf mit 970 Einwohnern (2010).

## Gliederung
Zur Landgemeinde Tarnawatka gehören folgende Ortschaften mit einem Schulzenamt:
Dąbrowa Tarnawacka
Huta Tarnawacka
Klocówka
Kunówka
Niemirówek
Niemirówek-Kolonia
Pańków
Pauczne
Podhucie
Sumin
Tarnawatka
Tarnawatka-Tartak
Wieprzów Ordynacki
Wieprzów Tarnawacki
Weitere Orte der Gemeinde sind:
Górka
Gromada
Hatczyska
Hatczyska-Kolonia
Kaliszaki
Kocia Wólka
Kolonia Klocówka
Łanowe Sołtysy
Petrynówka
Pucharki
Skrzypny Ostrów
Suminek
Tarnawatka
Zaolzie